# Yepocapa
Yepocapa est une ville du Guatemala dans le département de Chimaltenango.

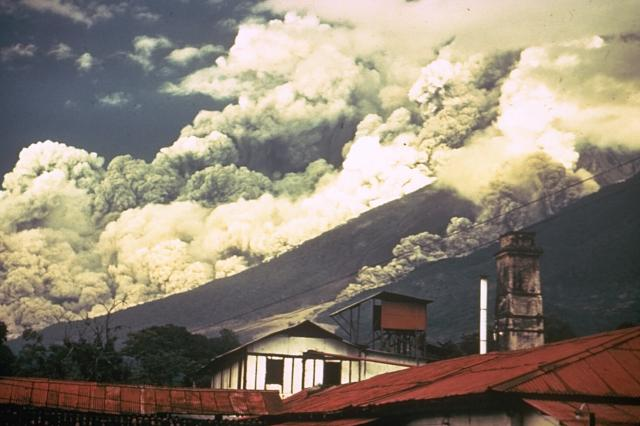
L'éruption du Volcán de Fuego de 1974 a partiellement détruit San Pedro Yepocapa.